# Naposled
Naposled je studiové album J. H. Krchovského a skupiny Krch-Off Band. Křest alba proběhl 16. ledna 2009 v klubu Vagon v Praze.
Skladbu „Idylka pozdního večera“ později předělala skupina The Plastic People of the Universe pod názvem „Je večer mlha padá“ a vydala ji na albu Maska za maskou.

## Seznam skladeb
| Pořadí         | Název                   | Délka |
| -------------- | ----------------------- | ----- |
| 1.             | Jako vloni              | 2:46  |
| 2.             | Neděle smrtná           | 3:25  |
| 3.             | Procházka urnovým hájem | 2:46  |
| 4.             | Marche funébre          | 4:01  |
| 5.             | Epitaf                  | 1:58  |
| 6.             | Prázdnotou              | 1:56  |
| 7.             | Dráty                   | 3:32  |
| 8.             | Naposled                | 2:46  |
| 9.             | V nádražní hospodě      | 3:19  |
| 10.            | Pod lipkami             | 2:43  |
| 11.            | Idylka pozdního večera  | 2:16  |
| 12.            | Vlak jede krajinou      | 2:28  |
| 13.            | Klíšťata                | 2:06  |
| 14.            | Kyselina                | 3:03  |
| 15.            | Hudba srdce             | 4:07  |
| Celková délka: | Celková délka:          | 43:22 |

## Obsazení
- J. H. Krchovský – zpěv, kytara
- Pavel Cigánek – kytara, housle
- Tomáš Schilla – violoncello
- Ota Sukovský – baskytara
- Jiří Michálek – bicí